# Roger II. (Foix)
Roger II. († 1124) war von 1064 bis zu seinem Tod Graf von Foix. Er war der älteste Sohn von Peter Bernard und dessen Ehefrau Letgarde.
Obwohl Rogers Vater beim Tod seines Onkels Graf Roger I. von Foix noch lebte, ist unklar, an wen dessen Erbe fiel. Da aber über Peter Bernards Herrschaft nur wenig überliefert ist, ist es möglich das Roger schon zu Lebzeiten seines Vaters gleichberechtigt neben diesem als Graf amtierte – eine Herrschaftsteilung, die in jener Zeit nicht unüblich war.
Nachdem Peter Bernard 1071 gestorben war, sollte Roger II. sowohl Foix als auch Couserans unter seiner Person vereinen.

## Der Erbfall Carcassonne
Gleich zu Beginn seines Wirkens als Graf von Foix musste Roger II. einen großen Verlust an Einfluss und Macht hinnehmen, nachdem 1067 sein Cousin Graf Roger III. von Carcassonne gestorben war. Nach der Verfügung beider Urgroßvater Roger dem Alten, wonach die Häuser Carcassonne und Foix sich gegenseitig beerben sollten sobald eine Linie im Mannesstamm ausstirbt, wäre Roger II. der Gesamterbe seines Cousins geworden. Doch stattdessen erhob Ermengarde, die Schwester des Toten, den Anspruch auf das Erbe. Und noch am 6. September desselben Jahres verkaufte sie ihre beanspruchten Rechte für elfhundert Goldunzen an den Grafen Raimund Berengar I. von Barcelona, den sie so als ihren Schutzherr gegen Roger und den Grafen von Toulouse gewann. Roger war gegen den Grafen von Barcelona militärisch nicht stark genug, um sein Erbrecht zu erstreiten, noch besaß er keinen nennenswerten Unterstützer, der für seine Rechte bereit war, einzutreten.
Neben dem Machtverlust sollte für Roger und seine Nachkommen das Handeln Ermengardes nachhaltige Bedeutung haben, da nun an auch die Grafen von Foix zwischen den Fronten der Grafen von Toulouse und Barcelona gerieten. Diese beiden Machtpole sollten das politische Geschehen in der Region des Languedoc für das gesamte 12. Jahrhundert bestimmen, in denen die Grafen von Foix zum Erhalt ihrer eigenen Herrschaft gezwungen waren, zwischen diesen beiden Mächten zu lavieren.

## Der Graf und der Erste Kreuzzug
Nachdem im Herbst 1095 Papst Urban II. auf der Synode von Clermont in einer flammenden Rede die Ritter des Abendlandes zu einer bewaffneten Pilgerfahrt zur Befreiung des von den Muslimen besetzten Heiligen Landes aufrief, entschied sich auch Roger II. dazu, das Kreuz zu nehmen. Um die Unversehrtheit seiner Grafschaft während seiner Abwesenheit vor den Zugriffen des benachbarten Adels abzusichern, war Roger bereit die von Ermengarde von Carcassonne 1067 geschaffenen Tatsachen anzuerkennen. In einem Abkommen zwischen ihm und Ermengarde verzichtete Roger auf seine Ansprüche auf Carcassonne und verpfändete ihr außerdem einige Burgen wie Mirepoix, Lordat und Dun um den Kreuzzug finanzieren zu können. Ferner war er sogar bereit, Ermengardes Nachkommen, den Trencavel, als Erben in Foix anzuerkennen, falls Roger ohne Nachkommen sterben sollte.
Am 25. August 1096 setzte sich der Heereszug der okzitanischen Ritter unter der Führung des Grafen Raimund IV. von Toulouse in Richtung Levante in Marsch. Nur Roger II. von Foix wird unter den Kreuzfahrern nicht genannt, auch taucht sein Name in keiner Überlieferung eines der Kreuzzugschronisten auf. Stattdessen wird seine zweite Ehe mit Estefanía sowie seine Exkommunikation durch Papst Urban II. um die Jahre 1096 bis 1097 vermeldet. Der Kirchenbann sollte wenig später auch durch Papst Paschalis II. bekräftigt werden. Offensichtlich hatte Roger seinen Kreuzzugseid nicht in die Tat umgesetzt. Dennoch wird im Jahr 1106 eine Stiftung von Reliquien des heiligen Antonius von Ägypten an die Abtei von Lézat-sur-Lèze durch Roger II. vermeldet, die er angeblich aus dem heiligen Land mit in die Heimat gebracht hatte. Auch soll die von ihm errichtete Burg Apamée in der Nähe von Frédélas an seine Teilnahme am Kreuzzug erinnern, sie ist nach der syrischen Stadt Apameia benannt.
Es ist daher nicht ersichtlich, ob Roger II. doch noch zu einem Kreuzzug in das Heilige Land aufbrach, um Ablass für seine Exkommunikation zu erwirken. Im Jahr 1101 zogen mehrere französische Adlige nach Outremer, um gebrochene Kreuzzugsgelübde zu verwirklichen oder es den Rittern des Ersten Kreuzzuges nachzumachen. Aber auch unter ihnen findet Roger II. von Foix keine Erwähnung.

## Die letzten Jahre

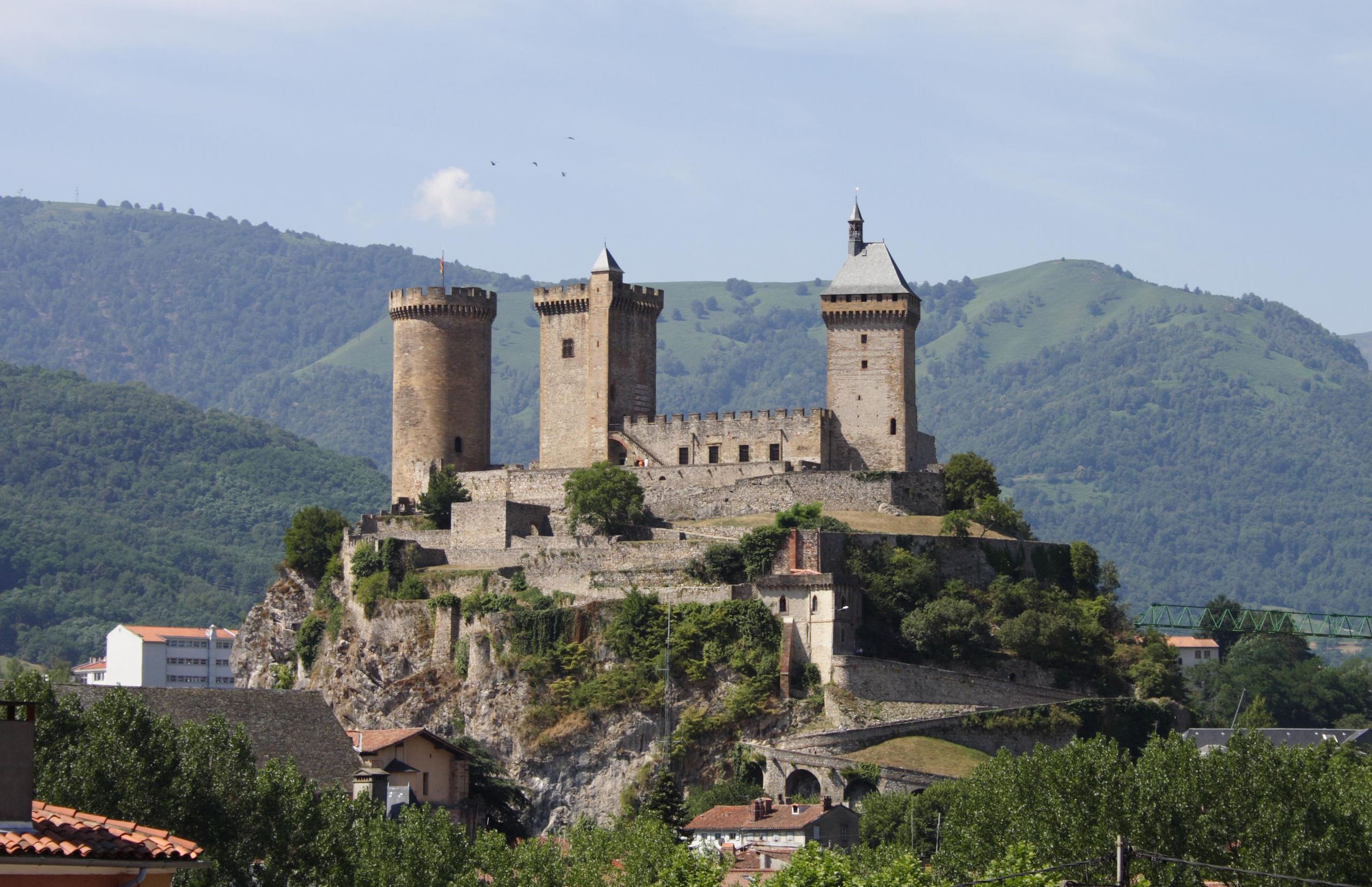
Die Burg von Foix mit dem „tour Pointue“

In den nächsten Jahren war Roger II. mit dem Ausbau und Festigung seiner Herrschaft beschäftigt. So ging er 1111 mit dem Abt von St. Antonin bei Frédélas einen paréage-Vertrag ein, der die Co-Herrschaft des Grafen mit dem Abt über die Stadt regeln sollte. Dieser Vertrag sollte später noch für Rogers Nachkommen Graf Roger Bernard III. von Bedeutung sein.
Um das Jahr 1120 erbaute der Graf nahe dem Dorf Saverdun eine Burg, die seine Macht an der Nordgrenze seiner Grafschaft stabilisieren sollte. Diese Burg sollte ihn vor allem vor Übergriffen der Grafen von Toulouse sichern, welche aber die Burg und die an deren Fuße aufblühende Stadt zum Anlass für einen Generationen andauernden Konflikt mit dem Hause Foix annahmen. Die Unterlegenheit des Grafen von Foix gegenüber den Toulousanern sollte im Jahr 1121 deutlich werden, als er die Abtei von Lézat-sur-Lèze an diese abtreten musste.
1123 erscheint der Graf noch einmal als Glaubensförderer, als er der Abtei von Saint Volusien bei Foix mit Reliquien des heiligen Volusianus, einem ehemaligen Bischof von Tours, bedachte. Diese Abtei wurde bereits 1104 den Regeln des heiligen Augustinus unterstellt.
Auch als Bauherr hat sich Roger II. betätigt. Er erweiterte seine Stammburg um einen zweiten Turm, den sogenannten tour Pointue (spitzen Turm) wegen des kleinen spitz zulaufenden Eckturmes an der Nordostecke des Hauptturmes (Bildmitte).
Graf Roger II. verstarb 1124.

## Ehen und Nachkommen
Roger II. war in erster Ehe mit Sicarda, deren Herkunft unbekannt ist, verheiratet. Sie hatten keine Kinder. In zweiter Ehe heiratete er um 1097 Estefanía, eine Tochter Wilhelms II. Graf von Besalú. Ihrer Kinder waren:
- Roger III. († um 1147 bis 1148), Nachfolger als Graf von Foix
- Bernard († vor 1127)
- Peter
- Raimund Roger